# La Laguna, Michoacán de Ocampo
La Laguna är en ort i Mexiko.   Den ligger i kommunen Gabriel Zamora och delstaten Michoacán de Ocampo, i den södra delen av landet, 300 km väster om huvudstaden Mexico City. La Laguna ligger 504 meter över havet och antalet invånare är 359.
Terrängen runt La Laguna är varierad. Runt La Laguna är det ganska tätbefolkat, med 96 invånare per kvadratkilometer. Närmaste större samhälle är Nueva Italia de Ruiz, 7,9 km sydväst om La Laguna. Omgivningarna runt La Laguna är en mosaik av jordbruksmark och naturlig växtlighet.